# Страсті Жанни д'Арк
«Страсті Жанни д'Арк» (фр. La passion de Jeanne d'Arc) — французька історична драма 1928 року, яку зняв данський режисер Карл Теодор Дреєр. Стрічку вважають однією із загальновизнаних вершин світового кінематографу. На 1 березня 2024 року фільм займав 222-гу позицію у списку 250 кращих фільмів за версією IMDb.

## Сюжет
14 лютого 1431 року в Руані відбувається процес над Жанною д'Арк. Він починається в приміщенні суду; судді розпитують Жанну про її життя, покликання, про явлення святого Архистратига Михаїла. На питання про те, навіщо вона носить чоловіче вбрання, Жанна відповідає, що зніме його, як тільки завершить свою місію. Вона сподівається, що Бог врятує її душу. Вона не визнає суддів і просить відвести її до Папи, але їй у цьому відмовляють. Допит триває в камері Жанни. Щоб спрямувати процес в русло, угодне суддям, Ніколя Луазелер пише підробного листа від імені короля Карла, адресований Жанні. Оскільки та не вміє читати, Ніколя читає їй лист уголос. У цьому листі король нібито радить Жанні в усьому покладатися на Луазелера, її покровителя і захисника. Тепер, перш ніж відповісти на деякі питання, вона радиться з ним поглядом. Луазелер підказує їй відповісти ствердно на питання, чи упевнена вона у своєму пробаченні. На питання: чи «Перебуваєте ви у благодаті»? — Луазелер, бажаючи згубити Жанну, не реагує ніяк. Жанна відповідає: «Якщо перебуваю, та допоможе мені Господь зберегти її; якщо не перебуваю, та допоможе мені Господь набути її». Вона пристрасно бажає вислухати месу, але відмовляється зняти заради цього чоловічий одяг.
Для Жанни готують тортури: три стражники знущаються з неї, один силою знімає з неї перстень, інший кладе їй на голову солом'яну корону. Її відводять до камери тортур. Вона відмовляється письмово відректися від своїх слів. Злякавшись вигляду тортурних інструментів, вона заявляє, що навіть якщо її змусять говорити силою, то згодом вона відмовиться від сказаного. Вона непритомніє, її відносять на ліжко, де спускають кров. Жанна просить, щоб їй принесли Причастя, побачивши його дуже радіє, але її не причащають, коли вона знову відмовляється підписати зречення. Вона називає суддів посланцями диявола. Для останнього допиту Жанну відводять на цвинтар недалеко від місця страти, де вона підписує акт зречення. Їй говорять, що відтепер вона повертається в лоно Церкви, але буде засуджена до довічного ув'язнення. Жанні стрижуть волосся; вона просить знову скликати суддів. «Я збрехала, — говорить вона. — Я відреклася від Господа, щоб зостати жити». Довкола шириться звістка про те, що Жанна відмовилася від своїх слів. Одягнена у веретище — наче грішниця, що кається — вона підіймається на вогнище. Її прив'язують до стовпа та підпалюють. Очевидець страти вигукує: «Ви спалили святу!». Англійським солдатам доводиться вгамовувати бунт, що охопив Руан і околиці.

## В ролях
| \| Рене Фальконетті \| ···· \| Жанна \| \| Ежен Сільвен \| ···· \| єпископ Кошон \| \| Моріс Шуц \| ···· \| Ніколя Луазелер \| \| Луї Раве \| ···· \| Жан Бопер \| \| Андре Берлей \| ···· \| Жан д'Естіве[fr] \| \| Антонен Арто \| ···· \| Жан Массьє, чернець \| \| Жильбер Далле \| ···· \| інквізитор Жан Леметр[fr] \| \| Жан д'Ід \| ···· \| Ніколя де Упвілль \| \| Поль Делозак \| ···· \| Мартен Ладвеню \| | судді - Арман Люрвіль - Жак Арна - Александр Міхалеску - Реймон Нарлей - Анрі Маяр - Мішель Симон - Жан Ейм - Леон Ларів - Поль Жорж |                       |
| Рене Фальконетті | ···· | Жанна                 |
| Ежен Сільвен | ···· | єпископ Кошон         |
| Моріс Шуц | ···· | Ніколя Луазелер       |
| Луї Раве | ···· | Жан Бопер             |
| Андре Берлей | ···· | Жан д'Естіве          |
| Антонен Арто | ···· | Жан Массьє, чернець   |
| Жильбер Далле | ···· | інквізитор Жан Леметр |
| Жан д'Ід | ···· | Ніколя де Упвілль     |
| Поль Делозак | ···· | Мартен Ладвеню        |

## Робота над фільмом
Робота над фільмом тривала близько півтора року. Для знімання фільму К. Т. Дреєр розробив спеціальні декорації з рухливими стінами, на створення яких пішла основна частина виділеного бюджету. При цьому декорації в кадрі видно лише фрагментарно, оскільки основний акцент зроблено на великі плани персонажів. На фільмуванні ніхто з акторів не гримувався, що було в ті часи абсолютно безпрецедентно.
В ролі ченця Жана Масьє (фр. Jean Massieu) знімався майбутній творець «Театру жорстокості», режисер, актор, поет, філософ, — інтелектуальний фетиш XX століття Антонен Арто.

## Прем'єра
За задумом режисера, фільм треба демонструвати без звукового супроводу, в повній тиші. Прем'єра фільму відбулася в Данії 21 квітня 1928 року, у Франції — 25 жовтня 1928 року. Фільм було заборонено до показу у Великій Британії через те, що англійські солдати зображені в ньому як садисти, що знущаються з Жанни.

## Втрата і відтворення
До паризької прем'єри за наказом архієпископа паризького та урядових цензорів у фільм були зроблені значні купюри, що розгнівили Дреєра, думкою якого знехтували. Негатив оригінальної версії загинув при пожежі на берлінській студії UFA 6 грудня 1928 року; збереглося лише кілька копій. Дреєру вдалося змонтувати нову версію зі знехтуваних раніше дублів, проте у 1929 році й ця робота загинула при пожежі в лабораторії.
У 1951 французький кінознавець Жозеф-Марі Ло Дюка знайшов дубль-негатив другої версії в архіві студії «Gaumont» і зробив власний монтаж фільму з субтитрами та музикою Вівальді, Альбіноні та інших композиторів епохи бароко. Ця версія упродовж багатьох років залишалася єдиною. Дреєр був невдоволений цією версією, назвавши її позбавленою смаку.
У 1981 році в Осло в коморі психіатричної клініки виявили коробки з плівкою, на яких значилося «Страсті Жанни д'Арк». Їх відіслали в Норвезький інститут кіно, де лише через три роки їх вміст дослідили та встановили, що це копія оригінальної версії, що чудово збереглася, з данськими субтитрами.
У 1985 році Французька сінематека випустила відновлену версію фільму, в якій було повністю збережено монтаж знайденої в Осло копії, а субтитри перекладені з данської французькою. Для цієї версії композитор Річард Ейнгорн у 1994 року написав музичний супровід — ораторію «Голосів світла» («Voices of Light»).
У XXI столітті над створенням звукового супроводу до «Страстей Жанни д'Арк» працювали учасники британських груп «Portishead» і «Goldfrapp» Едріан Атлі та Вілл Грегорі.

## Оцінки та вплив
За оцінкою американського кінокритика Полін Кейл (яку підтримують багато інших кінокритиків), робота Рене Фальконетті у фільмі Дреєра — «можливо, найкраща акторська гра, коли-небудь знята на плівку». Інший авторитетний кінознавець, Дж. Розенбаум, назвав фільм Дреєра «вершиною німого кіно — і, ймовірно, кінематографу в цілому» (the pinnacle of silent cinema — and perhaps of the cinema itself).

## Визнання
- У 1958 році фільм було занесено до списку 12 найкращих фільмів усіх часів і народів за результатами анкетування Бельгійською сінематекою 117 істориків кіно і кінознавців 26 країн світу у зв'язку зі Всесвітньою виставкою у Брюсселі[5].
- У 1995 році, до сторічного ювілею кінематографу, Папська Рада з масових комунікацій у Ватикані склала список з 45 «найвидатніших фільмів» всіх часів, до якого було включено і фільм «Страсті Жанни д'Арк» в категорії «Релігія».

| Нагороди та номінації фільму «Страсті Жанни д'Арк» | Нагороди та номінації фільму «Страсті Жанни д'Арк» | Нагороди та номінації фільму «Страсті Жанни д'Арк» | Нагороди та номінації фільму «Страсті Жанни д'Арк» | Нагороди та номінації фільму «Страсті Жанни д'Арк» | Нагороди та номінації фільму «Страсті Жанни д'Арк» |
| Рік                                                | Кінофестиваль/кінопремія                           | Категорія/нагорода                                 | Номінант                                           | Результат                                          |                                                    |
| -------------------------------------------------- | -------------------------------------------------- | -------------------------------------------------- | -------------------------------------------------- | -------------------------------------------------- | -------------------------------------------------- |
| 1929                                               | Національна рада кінокритиків США                  | ТОП іноземних фільмів                              | Страсті Жанни д'Арк                                | Включення                                          |                                                    |
| 2010                                               | Онлайн Асоціація кіно і телебачення                | Найкращий фільм                                    | Страсті Жанни д'Арк                                | Перемога                                           |                                                    |